# XI Korpus Armijny (III Rzesza)
XI Korpus Armijny – niemiecki korpus armijny, uczestniczył w agresji na Polskę, Francję i na państwa bałkańskie oraz w ataku na Związek Radziecki. 

## Formowanie i walki
XI Korpus Armijny został sformowany w 1936 roku. W składzie 8 Armii uczestniczył w zajęciu Czechosłowacji przez III Rzeszą. W 1939 roku dowodzony przez gen. Emila Leeba brał udział w agresji na Polskę wchodząc w skład 10 Armii, a w 1940 roku na Francję. W kwietniu 1941 roku uczestniczył w inwazji na państwa bałkańskie, natomiast w czerwcu w ataku na Związek Radziecki. Rozbity został w 1943 roku przez Armię Czerwoną w czasie walk pod Stalingradem.
Latem 1943 roku XI KA został utworzony ponownie i nadal walczył na terytorium Związku Radzieckiego. W 1945 roku żołnierze korpusu oddali się do niewoli Armii Czerwonej. Kapitulacja miała miejsce na terytorium Czech.

## Dowódcy korpusu
I formowanie w 1936:
- gen. Emil Leeb(inne języki)[6] (1.04.1939 - 1.03.1940)
- gen. Joachim von Kortzfleisch (1.03.1940 - 6.10.1941)
- gen. Eugen Ott (6.10.1941 - 10.12.1941)
- gen. Joachim von Kortzfleisch (10.12.1941 - 1.06.1942)
- gen. płk Karl Strecker (1.06.1942 - do zniszczenia w 1943

II formowanie w 1943:
- gen. por. Hans Cramer (1.01.1943 - 28.02.1943)
- gen. Erhard Raus (1.03.1943 - 1.11.1943)
- gen. Wilhelm Stemmermann (5.12.1943 - 18.02.1944
- gen. Rudolf Bünau (20.03.1944 - 16.03.1945)
- gen. Horst von Mellenthin (16.03.1945 - 20.03.1945)
- gen. Rudolf Bünau (20.03.1945 - 6.04.1945)
- gen. Friedrich Wiese (6.04.1945 do kapitulacji)

Szefowie sztabu:
- gen. mjr Erwin Vierow (w czasie ataku na Polskę[6])

## Struktura organizacyjna
Skład we wrześniu 1939 roku:
- 18 Dywizja Piechoty
- 19 Dywizja Piechoty

Skład w sierpniu 1941 roku:
- 125 Dywizja Piechoty
- 239 Dywizja Piechoty
- 257 Dywizja Piechoty

Skład w czerwcu 1942 roku:
- 1 Dywizja Strzelców Górskich
- 1 Dywizja (rumuńska)

Skład w czerwcu 1943 roku:
- 106 Dywizja Piechoty
- 320 Dywizja Piechoty

Skład we wrześniu 1944:
- 96 Dywizja Piechoty
- 168 Dywizja Piechoty
- 254 Dywizja Piechoty

Skład w marcu 1945:
- 345 Dywizja Piechoty
- 371 Dywizja Piechoty